# 음력 1월 7일
음력 1월 7일은 음력 1월의 7번째 날이다.

## 탄생
- 1952년 - 대한민국 제18대 대통령 박근혜.

## 같이 보기
- 음력 360일: 1월 2월 3월 4월 5월 6월 7월 8월 9월 10월 11월 12월
- 전날:1월 6일 다음날:1월 8일 - 전달:12월 7일 다음달:2월 7일
- 양력:1월 7일
- 음력, 윤달